# Cinóbervörös csészegomba
A cinóbervörös csészegomba (Melastiza chateri) a Pyronemataceae családba tartozó, az északi féltekén honos, élénk narancsvörös gombafaj.

## Megjelenése
A cinóbervörös csészegomba termőteste 1-2 (3) cm széles, tönk nélküli, csésze vagy korong alakú. Széle fiatalon szabályos, később karéjos, hullámos.
Belső oldala narancs-,  vagy cinóbervörös, közepe gyakran egyenetlen, barázdált.
Külső oldala hasonló színű, felületét sötétebb, barna, sűrű, piheszerű, 0,1-0,2 mm hosszú szőrök borítják.
Húsa törékeny, viasszerű.
Spórái elliptikusak, áttetszőek, felületük hálózatosan rücskös, méretük 16-18 × 9-11 μm.

### Hasonló fajok
A narancsvörös csészegomba (Aleuria aurantia) nem szőrös és 10 cm-esre is megnőhet.

## Elterjedése és életmódja
Európában, Észak-Amerikában, Japánban és Ausztráliában honos. Megtalálható Izlandon is. Magyarországon ritka.
Szaprobionta faj, erdőben vagy erdőn kívül, agyagos, homokos, csupasz talajon található meg, többnyire többedmagával. Áprilistól októberig terem. 

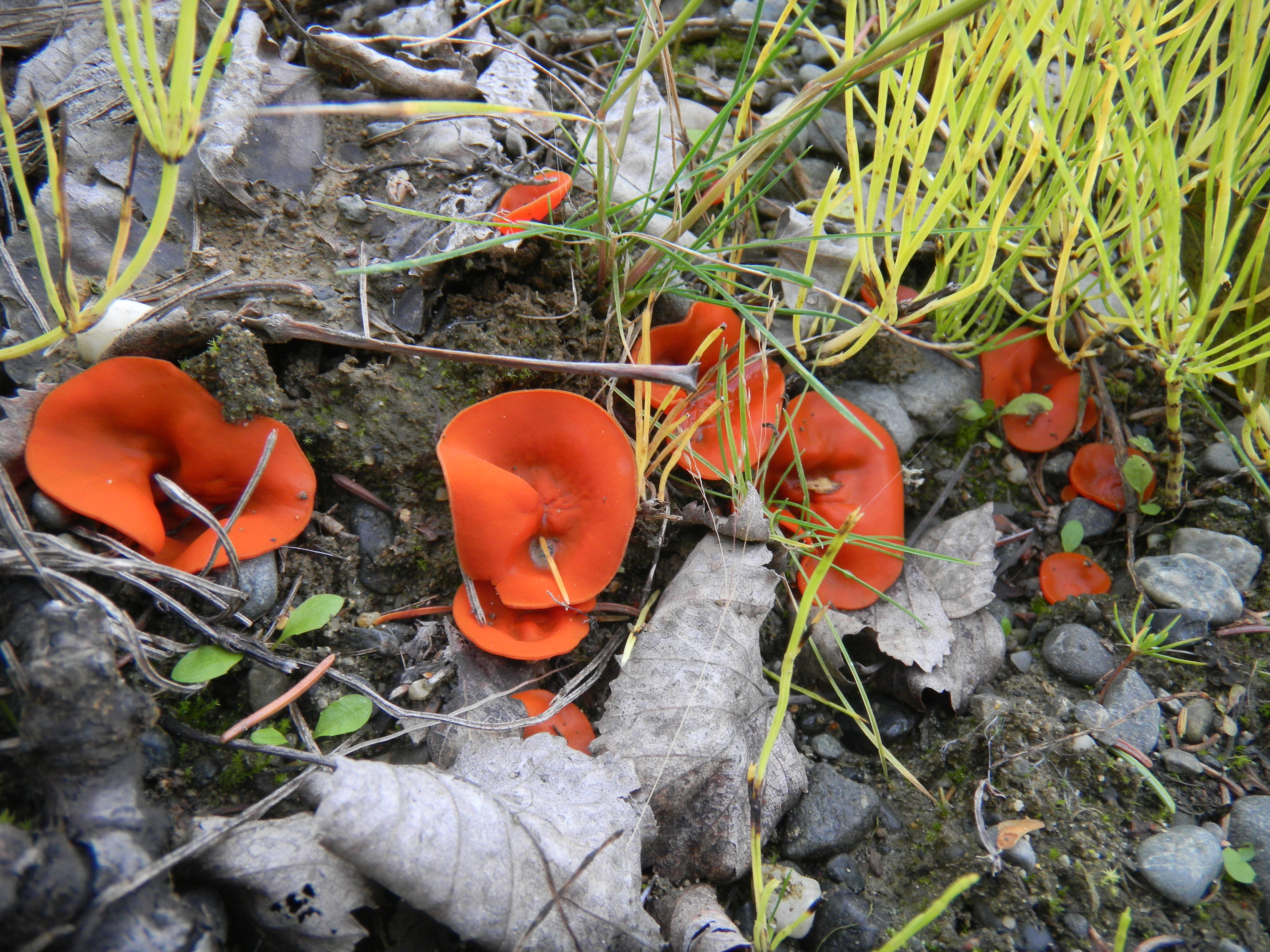
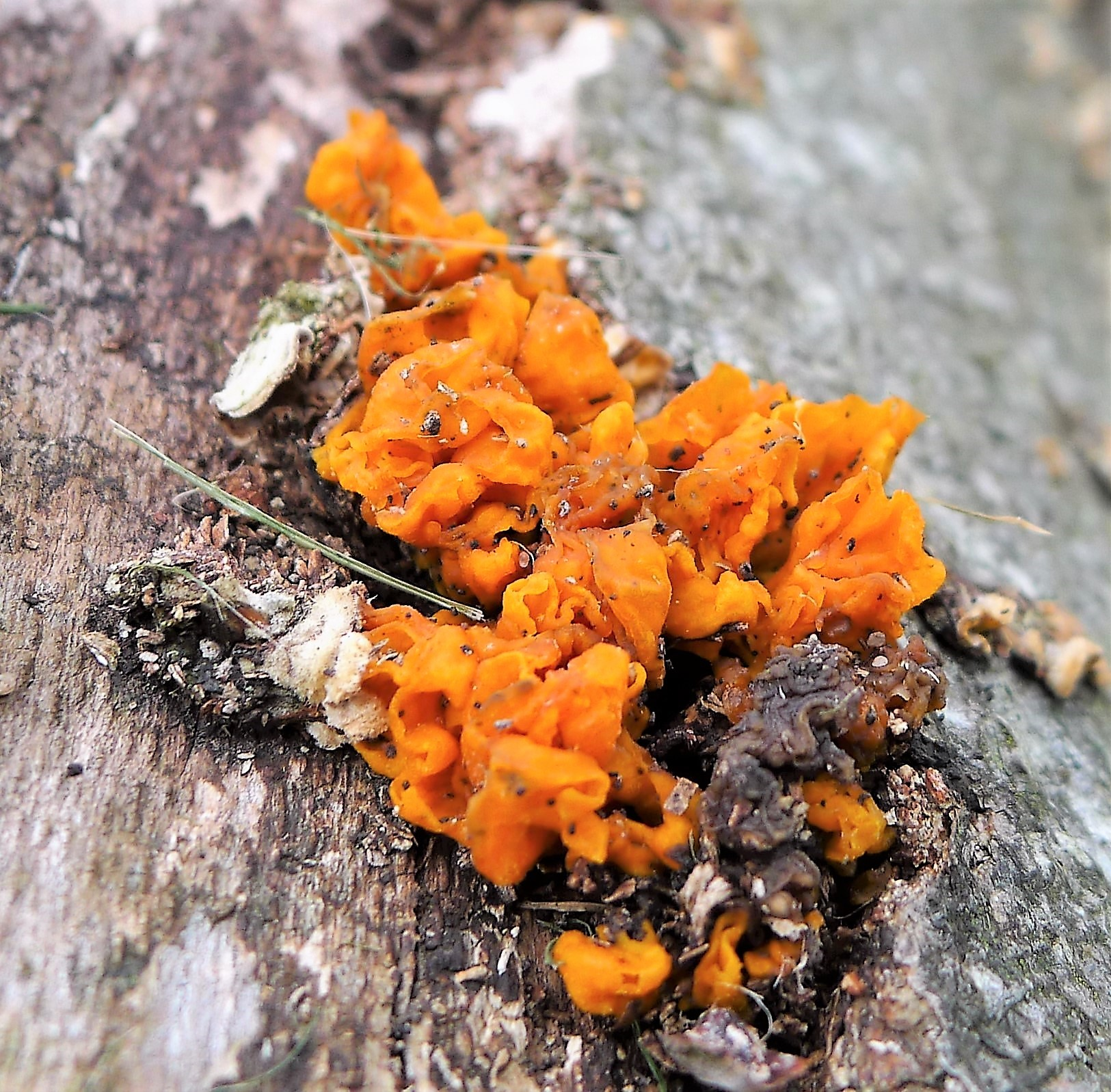
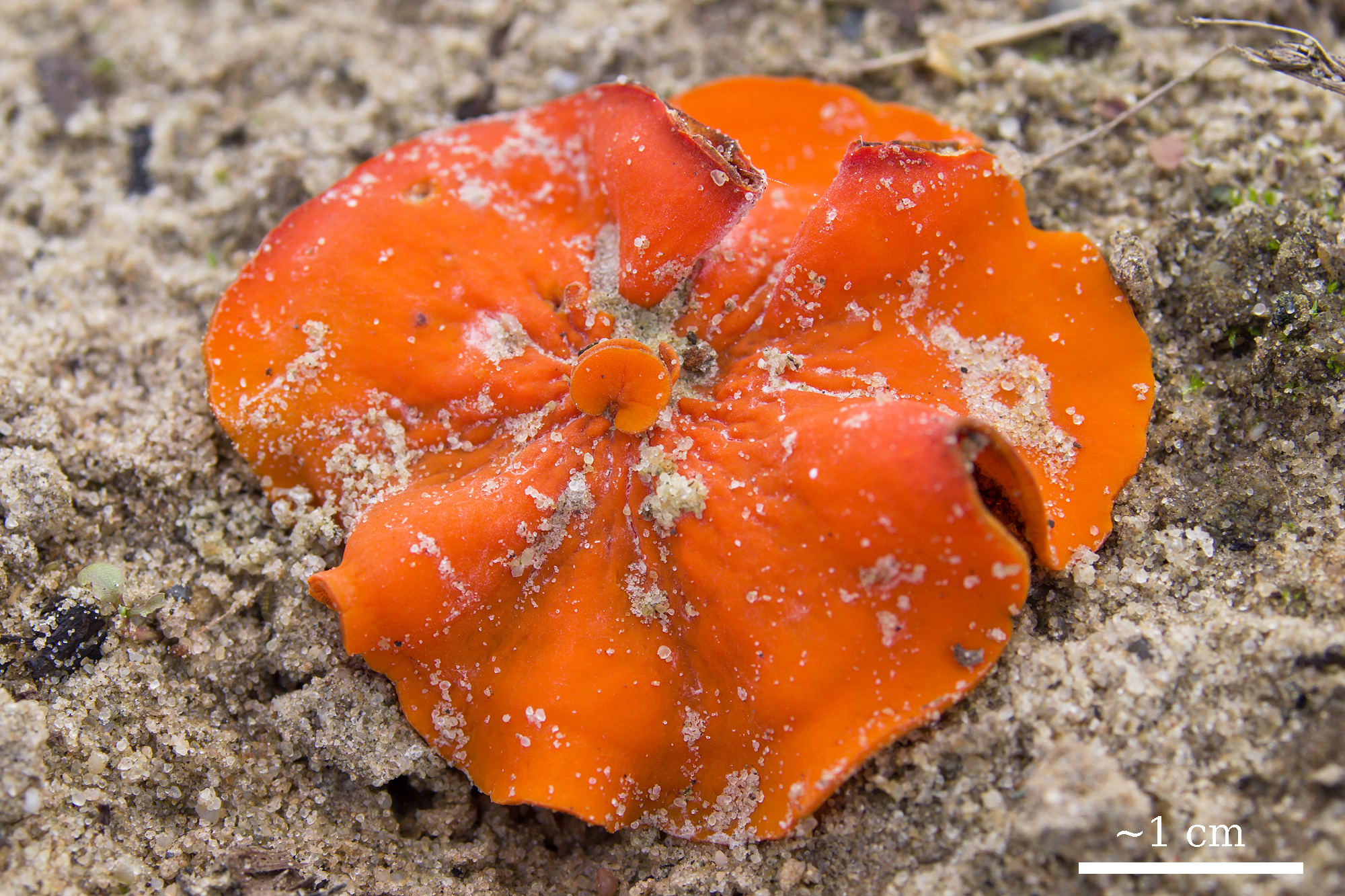
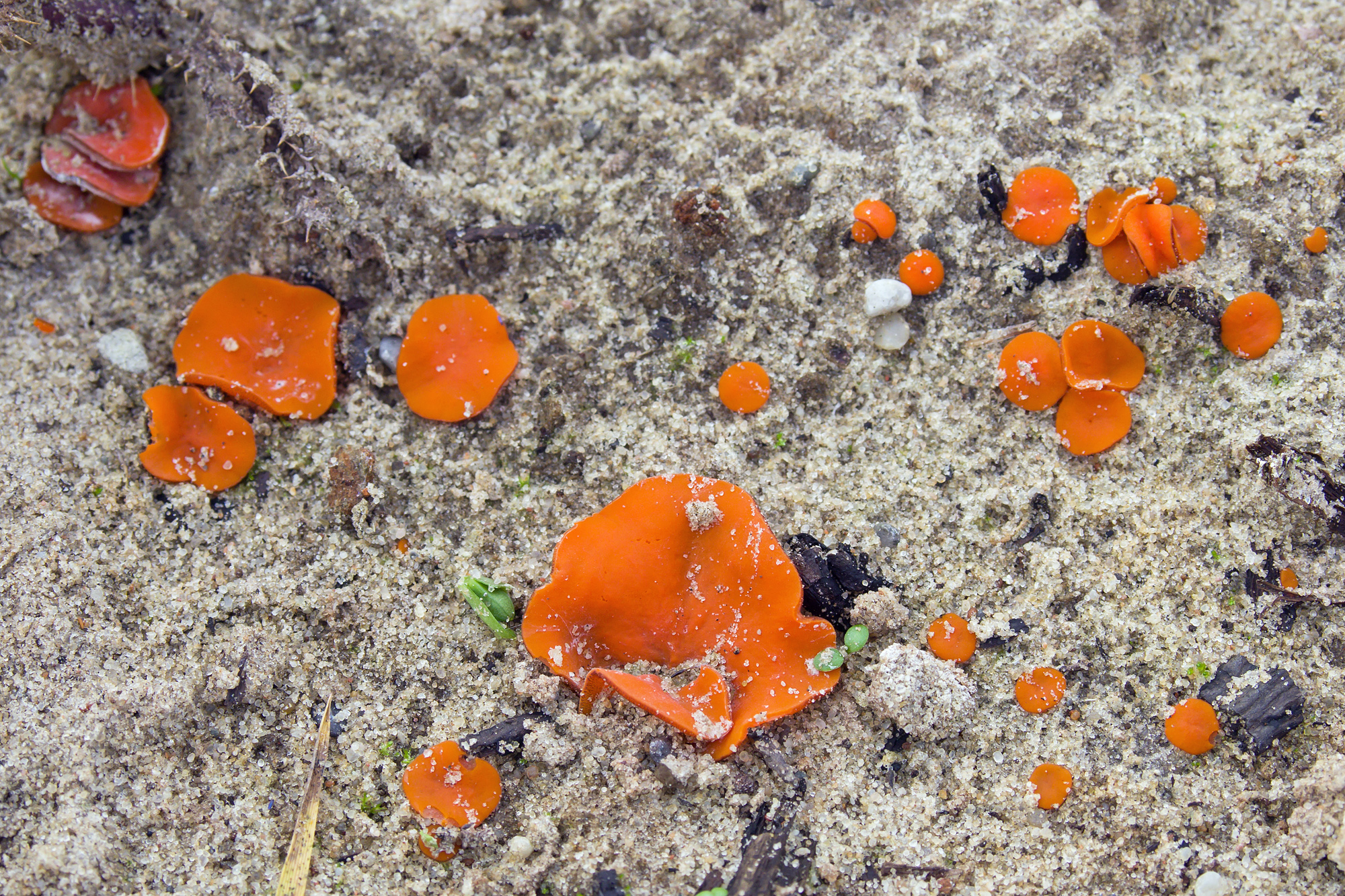
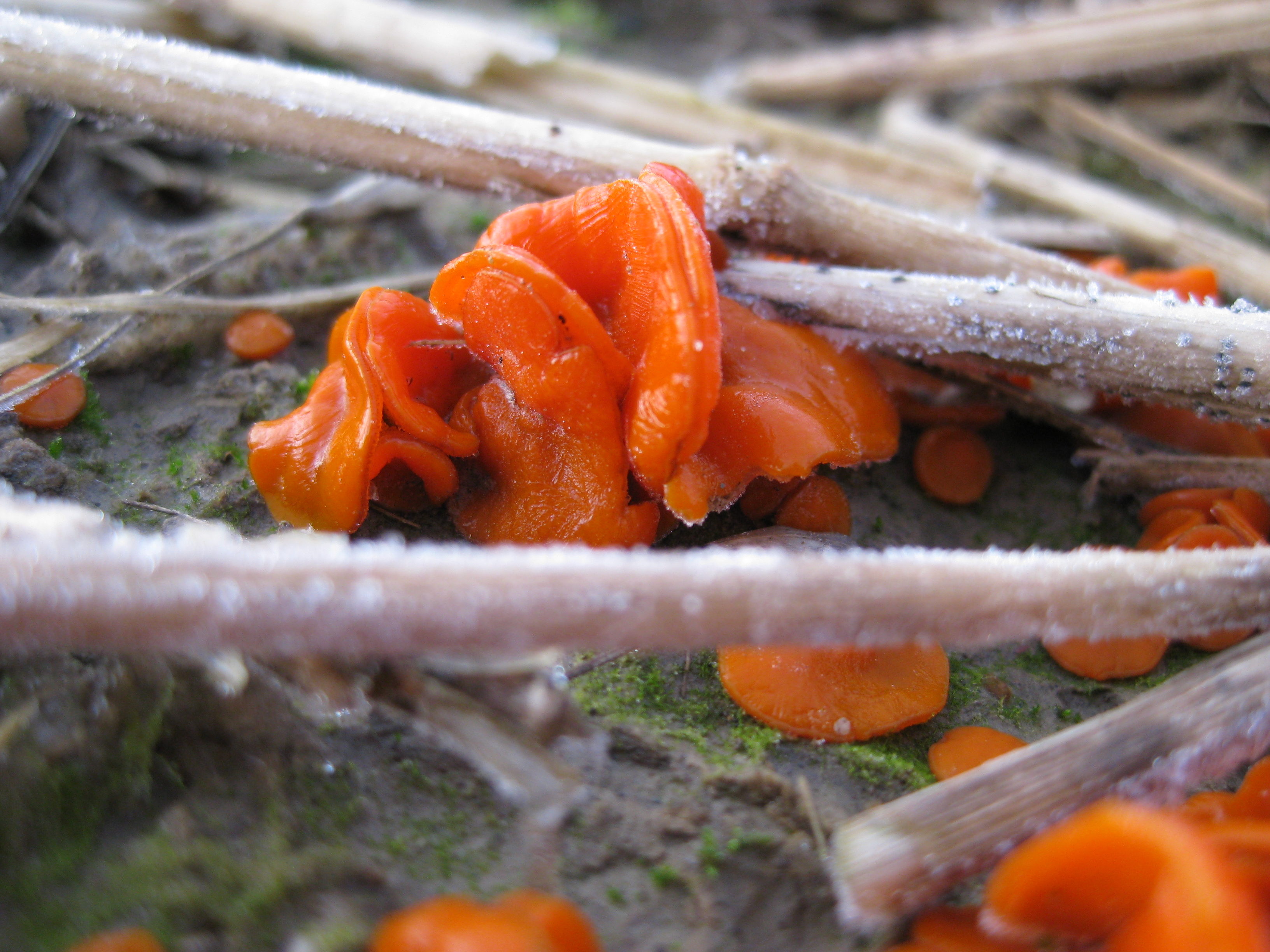